# Adiabene
Adiabene (aram. Hadyab) – starożytna nazwa obszaru między Wielkim i Małym Zabem, a także terenów przyległych od północy, z głównym miastem Arbelą. Adiabene wchodziła w skład Asyrii. W I w. p.n.e., jako państewko zależne od Partów, rządzone było przez lokalną dynastię. Jak podaje Józef Flawiusz jej władca o imieniu Izates przeszedł w I w. n.e. na judaizm. W 116 r. n.e. zdobyta przez cesarza Trajana, stała się rzymską prowincją Asyrią. Autonomię przywrócił jej Hadrian. Często najeżdżali ją Rzymianie w trakcie wypraw wojennych przeciw Partom. W czasach Sasanidów (224–651 n.e.) istniały na tym terenie liczne gminy nestoriańskie.